# Ormtjärnen (Kroppa socken, Värmland)
Ormtjärnen är en sjö i Filipstads kommun i Värmland och ingår i Göta älvs huvudavrinningsområde.